# Rico Bogen
Rico Bogen (* 24. September 2000 in Leipzig) ist ein deutscher Triathlet. Er ist Ironman-70.3-Weltmeister (2023).

## Werdegang
Bogen ist ein Leipziger Triathlet, der in der 1. Triathlon-Bundesliga für das Team Berlin startet. Mit seinem Sieg im Sprint-Duathlon beim Powerman Mallorca machte er 2019 erstmals auch über die Landesgrenzen hinaus auf sich aufmerksam.
Seit der Saison 2020 startete er für den SV Halle Triathlon. Seit 2022 startet er als Profi-Athlet und im September wurde er in Spanien Dritter bei der Europameisterschaft auf der Triathlon-Mitteldistanz. Im Mai 2023 konnte er beim Ironman 70.3 Kraichgau seinen ersten Profisieg erzielen.

### Ironman-70.3-Weltmeister 2023
Im August 2023 wurde der 22-Jährige im finnischen Lahti Ironman-70.3-Weltmeister – vor seinen beiden Landsleuten Frederic Funk und Jan Stratmann.
Im November 2024 beendete der 24-Jährige mit seinem zweiten Rang in Dubai die WM-Serie der T100 Triathlon World Tour als Drittplatzierter. Diese Serie beinhaltete sieben Rennen über je 100 Kilometer – 2 Kilometer Schwimmen, 80 Kilometer Radfahren und 18 Kilometer Laufen.
Rico Bogen wird seit Februar 2025 von Philipp Seipp, dem Trainer von Laura Philipp, trainiert.

## Sportliche Erfolge
| Datum/Jahr    | Platz | Wettbewerb                                           | Austragungsort      | Zeit     | Bemerkung                                                                                       |
| ------------- | ----- | ---------------------------------------------------- | ------------------- | -------- | ----------------------------------------------------------------------------------------------- |
| 9. Aug. 2025  | 5     | T100 London                                          | London              | 03:21:20 | 2 km Schwimmen, 80 km Radfahren und 18 km Laufen                                                |
| 14. Juni 2025 | 6     | T100 Vancouver                                       | Vancouver           | 03:15:43 | [ 5 ]                                                                                           |
| 31. Mai 2025  | 1     | T100 San Francisco                                   | San Francisco       |          |                                                                                                 |
| 4. Mai 2025   | 7     | Ironman 70.3 Venice-Jesolo                           | Venedig             | 03:34:52 |                                                                                                 |
| 6. Apr. 2025  | 10    | T100 Singapur                                        | Singapur            | 03:25:34 | 2 km Schwimmen, 80 km Radfahren und 18 km Laufen                                                |
| 15. Dez. 2024 | 7     | Ironman 70.3 World Championships                     | Taupō (Stadt)       | 03:39:36 | Sieger wurde Jelle Geens                                                                        |
| 16. Nov. 2024 | 2     | T100 Dubai                                           | Dubai               | 03:09:39 | Zweiter im Grand Final hinter Marten Van Riel                                                   |
| 29. Juni 2024 | 4     | Ironman 70.3 Les Sables d’Olonne                     | Les Sables-d’Olonne | 03:41:11 |                                                                                                 |
| 8. Juni 2024  | 3     | T100 Alcatraz                                        | San Francisco       | 03:18:24 | im Rahmen des Escape from Alcatraz Triathlon (2 km Schwimmen, 80 km Radfahren und 18 km Laufen) |
| 19. Mai 2024  | 6     | Challenge World Championship                         | Šamorín             | 03:32:12 | „The Championship“                                                                              |
| 4. Mai 2024   | 1     | Kalterer See Triathlon                               | Kaltern             | 01:51:10 |                                                                                                 |
| 9. März 2024  | 12    | T100 Triathlon World Tour                            | Miami               | 03:21:32 | Erster Event der PTO T100 World Tour                                                            |
| 27. Aug. 2023 | 1     | Ironman 70.3 World Championships                     | Lahti               | 03:32:22 | Weltmeister Ironman 70.3                                                                        |
| 18. Juni 2023 | 6     | Ironman 70.3 Luxemburg                               | Luxemburg           | 03:53:19 |                                                                                                 |
| 19. Mai 2023  | 1     | Ironman 70.3 Kraichgau                               | Kraichgau           | 03:49:51 | Sieg vor Patrick Lange                                                                          |
| 18. März 2023 | 4     | Ironman 70.3 Lanzarote                               | Lanzarote           | 03:59:14 |                                                                                                 |
| 24. Sep. 2022 | 3     | ETU Middle Distance Triathlon European Championships | Bilbao              | 03:47:16 | ETU-Europameisterschaft auf der Halbdistanz                                                     |
| 25. Juli 2021 | 1     | Leipziger Triathlon                                  | Leipzig             | 01:50:07 | Olympische Distanz                                                                              |

| Datum/Jahr  | Platz | Wettbewerb                                      | Austragungsort | Zeit     | Bemerkung                                                                                          |
| ----------- | ----- | ----------------------------------------------- | -------------- | -------- | -------------------------------------------------------------------------------------------------- |
| 7. Mai 2023 | 14    | ITU Long Distance Triathlon World Championships | Ibiza          | 05:29:54 | Weltmeisterschaft auf der Triathlon-Langdistanz (3 km Schwimmen, 119 km Radfahren, 29,5 km Laufen) |